# Jean Castaneda
Jean Castaneda (Saint-Étienne,  1957. március 20. –) válogatott francia labdarúgó, kapus, edző.

## Pályafutása

### Klubcsapatban
1975 és 1989 között a Saint-Étienne labdarúgója volt, ahol egy bajnoki címet és ezüstérmet szerzett a csapattal. 1989–90-es szezonban az Olympique Marseille együttesében szerepelt és tagja volt a bajnokcsapatnak. 1990-ben vonult vissza az aktív labdarúgástól.

### A válogatottban
1981 és 1982 között kilenc alkalommal szerepelt a francia válogatottban. Részt vett az 1982-es spanyolországi világbajnokságon, ahol egy mérkőzésen szerepelt. A Lengyelország elleni bronzmérkőzésen lépett pályára, ahol 3– 2-es vereséget szenvedett a francia csapat.

### Edzőként
1997 és 1999 között az FC Istres, 2002 és 2004 között a katari Al-Rayyan SC, 2005 és 2007 között az US Marseille Endoume vezetőedzője volt.

## Sikerei, díjai
Franciaország
- Világbajnokság
  - 4.: 1982, Spanyolország

 Saint-Étienne
- Francia bajnokság
  - bajnok: 1980–81
  - 2.: 1981–82
- Francia kupa (Coupe de France)
  - döntős: 1981, 1982
- Bajnokcsapatok Európa-kupája (BEK)
  - döntős: 1975–76

 Olympique de Marseille
- Francia bajnokság
  - bajnok: 1989–90
- Bajnokcsapatok Európa-kupája (BEK)
  - elődöntős: 1989–90